# Virginia Slims of Denver 1974
Il Virginia Slims of Denver 1974 è stato un torneo di tennis giocato sul sintetico indoor. È stata la 3ª edizione del torneo, che fa parte del Virginia Slims Circuit 1974. Si è giocato a Denver negli USA dal 23 al 29 settembre 1974.

## Campionesse

### Singolare
Evonne Goolagong ha battuto in finale  Chris Evert con il punteggio di 7–5, 3–6, 6–4

### Doppio
Françoise Dürr /  Betty Stöve hanno battuto in finale  Mona Schallau /  Pam Teeguarden con il punteggio di 6–2, 7–5